# Rodrigo Ruiz (compositor)
Rodrigo Ruiz (nacido el 6 de octubre de 1988) es un compositor y director de orquesta mexicano. Su música, influenciada por tradiciones románticas y fuentes literarias, ha sido interpretada internacionalmente y publicada por el sello británico Signum Classics.

## Carrera
Las obras de Ruiz han sido interpretadas por artistas como Huw Watkins, Laura van der Heijden, Christopher Glynn, Grace Davidson y Kerenza Peacock. Su música está publicada por Universal Edition.
Su álbum de 2024, Venus & Adonis, publicado por Signum Classics, presenta un ciclo de canciones basado en el poema homónimo de William Shakespeare, y ha sido descrito como el primer ciclo vocal compuesto por un compositor mexicano, así como el primero basado en su totalidad en textos de Shakespeare. El álbum recibió atención crítica en España, Alemania y el Reino Unido.
Su álbum anterior, Behold the Stars (2021), también publicado por Signum Classics, alcanzó las listas de música clásica de Billboard y recibió una reseña de cuatro estrellas por parte de BBC Music Magazine.
La música de Ruiz ha sido transmitida por emisoras de radio clásica como In Tune de BBC Radio 3, conducido por Katie Derham, Opus 94 en México, y RNZ Concert en Nueva Zelanda.
En 2025, Ruiz recibió el Prix spécial del Festival de Caylus por su Suite para chelo, R. 11.

## Estilo musical
El estilo compositivo de Ruiz ha sido descrito como arraigado en las tradiciones tonales, con influencias de Brahms, Schubert y Beethoven. Las reseñas han destacado la escritura vocal lírica y la estrecha relación entre música y texto en sus obras vocales, así como su énfasis en la proporción y la contención expresiva.

## Discografía
- Venus & Adonis (2024, Signum Classics)[3]
- Behold the Stars (2021, Signum Classics)[1]
- An Everlasting Dawn (2017)